# Çağlayan (Pülümür)
Çağlayan ist ein Dorf im Landkreis Pülümür der türkischen Provinz Tunceli. Im Jahr 2011 lebten in Çağlayan 17 Menschen.